# Симвастатин
Симвастатин — лікарський засіб із групи статинів, використовуються для зниження концентрації холестеролу й тригліцеридів у крові (гіполіпідемічний препарат). АТХ Статини

## Фармакологічні властивості
| Характеристика   | Білий або не зовсім білий кристалічний порошок. Практично не розчиняється у воді, добре розчинний у хлороформі, метанолі і етанолі |
| Застосування     | Гіперхолестеринемія за відсутності ефекту від дієтотерапії, комбінована гіперхолестеринемія і трігліцерідеміі, ІХС, профілактика інфаркту міокарда та інсульту, атеросклероз. |
| Протипоказання   | Гіперчутливість, гостре порушення функції печінки, тяжка ниркова недостатність, вагітність, годування груддю, дитячий вік. |
| Побічні дії      | Диспептичні явища, діарея, метеоризм, нудота, загострення панкреатиту і гепатиту, підвищення рівня трансаміназ, розлади центральної нервової системи (головний біль, парестезії, судоми), міалгія, астенія, міопатія, рабдоміоліз, фотосенсибілізація, алергічні реакції (васкуліт, кропив'янка, артралгії, тромбоцитопенія, еозинофілія, ангіоневротичний набряк, симптоми, схожі з червоний вовчак). |
| Взаємодія        | Імуносупресивні терапія, високі дози нікотинової кислоти, протигрибкові препарати — похідні азолів (кетоконазол, ітраконазол) підвищують ризик розвитку міопатії і рабдоміолізу. Підсилює ефекти непрямих антикоагулянтів, гепатотоксичність алкоголю і препаратів, негативно діють на печінку. |
| Запобіжні заходи | Перед початком і під час лікування рекомендується контролювати функцію печінки і з обережністю призначають при її порушеннях. |

### Фармакокінетика
При пероральному прийомі гідролізується з утворенням активного метаболіту, інгібуючої 3-гідрокси-3-метил-глютаріл-КоА-редуктазу (каталізує лімітуючої стадії синтезу холестерину). Знижує як підвищений, так і нормальний рівень холестерину, концентрацію ЛПНЩ і ЛПДНЩ. В результаті збільшується співвідношення ЛПВЩ і ЛПНЩ і редукується — холестерин / ЛПВЩ. Підвищує вміст ЛПВЩ і знижує концентрацію тригліцеридів. При спадковому відсутності рецепторів ЛПНЩ (гомозиготна сімейна гіперхолестеринемія) симвастатин неефективний. Достовірний клінічний результат отримують через 2 тижні після початку лікування, максимальний — через 4-6 тижнів. Тривале приймання 20-40 мг/добу підвищує виживаність хворих з гіперхолестеринемією та ішемічною хворобою серця, знижує прогресування атеросклеротичного ураження коронарних артерій. Активний при неефективності дієтотерапії та ін немедикаментозних методів лікування.
Після перорального введення концентрація симвастатину і його метаболітів (утворюються в основному в печінці) досягає максимуму через 4 год і знижується на 90 % через 12 год. Як симвастатин, так і продукти його біотрансформації в плазмі на 95 % пов'язані з білками. Гіпохолестеринемічну активність зберігають 6'-гідрокси-, 6'-гідроксиметил-і 6'-екзометіленовие похідні. Виводиться у вигляді метаболітів з жовчю (60 %) і з сечею (13 %).

## Показання
Гіперхолестеринемія: лікування первинної гіперхолестеринемії або змішаної дисліпідемії, як доповнення до дієти, коли відповідь на дієту та інші немедикаментозні засоби лікування (фізичні вправи, зниження маси тіла) є недостатньою; лікування гомозиготної сімейної гіперхолестеринемії, як доповнення до дієти та іншого ліпідо знижувального лікування (аферезу ліпідів низької щільності) або якщо такі методи лікування не є належними; профілактика серцевосудинної смертності та захворюваності у пацієнтів з явною атеросклеротичною хворобою, з нормальними або підвищеними рівнями холестерину, як додаткова терапія для корекції інших факторів ризику та до іншої кардіопротективної терапії.

## Синоніми
Zocor, Вазиліп, Аллеста, Вазостат-Здоров'я, Кардак